# Contea di Florence (Wisconsin)
La contea di Florence (in inglese, Florence County) è una contea dello Stato del Wisconsin, negli Stati Uniti. La popolazione al censimento del 2000 era di cinque 088 abitanti. Il capoluogo di contea è Florence.